# Enriqueta Harris
Enriqueta Harris (Londres, 17 de mayo de 1910-Madrid, 22 de abril de 2006) fue una escritora e historiadora del arte británica, nacionalizada española y reconocida por sus obras sobre los pintores El Greco, Diego Velázquez y Francisco de Goya.

## Trayectoria
Hija de la española Enriqueta Rodríguez y del anticuario inglés Lionel Harris, propietario de la galería de arte The Spanish Art Gallery, la mayor tienda de distribución de arte español en Londres, de la que años más tarde se ocuparía su hermano Thomas. En 1928, se matriculó en la Universidad de Londres para estudiar idiomas, principalmente italiano y francés. Allí conoció a Tancred Boreius, su influencia para su tesis doctoral: Los seguidores de Francisco de Goya, publicada en 1934.
Gran parte de su formación artística fue influenciada por los intelectuales que llegaron a Londres en el curso de la Segunda Guerra Mundial. Años después conoció al historiador del arte español Diego Angulo Íñiguez, con quien entabló una larga amistad. Hacia 1950, ya terminada la guerra, realizó el análisis de La purificación del templo, cuadro del Greco conservado en la National Gallery de Londres, lo que le valió el reconocimiento de la sociedad artística británica. En 1952, se casó con el arqueólogo y docente Henry Frankfort, de quien enviudó en 1954.
Su carrera editorial la desarrolló escribiendo sobre los pinteores Bartolomé Esteban Murillo y Diego Velázquez. De este último reveló varias cartas inéditas hasta entonces y algunos estudios, siendo influencia para el historiador de arte estadounidense Jonathan Brown, otro estudioso del sevillano.
En 1969, publicó en Oxford su mayor obra sobre Francisco de Goya, en inglés, es considerado por los angloparlantes como la mejor introducción a la obra del pintor aragonés.

## Reconocimientos
En 2002, poco antes de su muerte, Enriqueta Harris recibió el galardón de Dama Gran Cruz de la Orden de Isabel la Católica por sus servicios a la difusión del arte en España.
En 2020, fue incluida dentro del proyecto “Mujeres Investigadoras en los Archivos Estatales (1900-1970)” para la descripción archivística y creación de un micrositio específico en el Portal de Archivos Españoles (PARES), desarrollado entre 2020-2023. Este proyecto ha sido impulsado por la Subdirección General de Archivos Estatales, con el objetivo visibilizar la labor de investigación realizada en España por las mujeres en el intervalo 1900-1970 partiendo de los registros documentales que se conservan en los Archivos de Gestión de los AAEE del Ministerio de Cultura (el Archivo Histórico Nacional, el Archivo de la Corona de Aragón, el Archivo General de Simancas, el Archivo General de Indias, el Archivo de la Real Chancillería de Valladolid, el Archivo General de la Administración y el Centro de Información Documental de Archivos).

## Obra
- Velázquez (1982, en inglés; 1991 en español, reedición en este último idioma en 2003)[6]
- Estudios completos sobre Velázquez (1999)